# Huff
Huff è una serie televisiva statunitense, trasmessa dal 2004 al 2006 ed interpretata da Hank Azaria.

## Trama
La serie, ambientata tra Vancouver e Los Angeles, racconta le vicende del dottor Craig "Huff" Huffstodt e della sua bizzarra famiglia. Huff è uno psichiatra di talento che rimane sconvolto dal suicidio di un suo paziente quindicenne, dopo che questi aveva appena confessato la sua omosessualità ai genitori.

## Episodi
| Stagione         | Episodi | Prima TV originale | Prima TV Italia |
| ---------------- | ------- | ------------------ | --------------- |
| Prima stagione   | 13      | 2004-2005          | 2007            |
| Seconda stagione | 13      | 2006               | 2009            |

## Personaggi

### Personaggi principali
- Craig "Huff" Huffstodt (stagioni 1-2) interpretato da Hank Azaria, doppiato da Stefano Benassi.
È un bravo psichiatra turbato dal suicidio nel suo studio di un adolescente omosessuale.
- Beth Huffstodt (stagioni 1-2), interpretata da Paget Brewster, doppiata da Roberta Pellini.
È la moglie di Huff. Vive un rapporto conflittuale con la suocera.
- Isabelle "Izzy" Huffstodt (stagioni 1-2), interpretata da Blythe Danner, doppiata da Lorenza Biella.
È la madre di Huff e abita non molto lontano da lui, passando molto tempo a casa sua e discutendo spesso con la nuora.
- Russel Tupper (stagioni 1-2), interpretato da Oliver Platt, doppiato da Eugenio Marinelli.
È un avvocato, uno dei migliori amici di Huff.
- Byrd Huffstodt (stagioni 1-2), interpretato da Anton Yelchin, doppiato da Alessio Nissolino.
È il figlio di Huff e Beth.
- Teddy Huffstodt (stagioni 1-2), interpretato da Andy Comeau.
È il fratello di Huff, mentalmente instabile.
- Paula Dellahouse (stagioni 1-2), interpretata da Kimberly Brooks, doppiata da Laura Boccanera.
È la segretaria di Huff.

### Personaggi secondari e guest star
- Melody Coatar, interpretata da Lara Flynn Boyle.
- Ben Huffstodt, interpretato prima da Robert Forster e poi da Tom Skerritt.
- Madeleine Sullivan, interpretata da Swoosie Kurtz.
- Lena Markova, interpretata da Anjelica Huston.
- Maggie Del Rosario, interpretata da Liza Lapira.
- Lois, interpretata da Nancy Linehan Charles.
- Justine "Pepper" Martel, interpretata da Nichole Robinson.
- Dauri Rathbum, interpretata da Sharon Stone.
- Gail, interpretata da Misti Traya.